# Sucre melassa

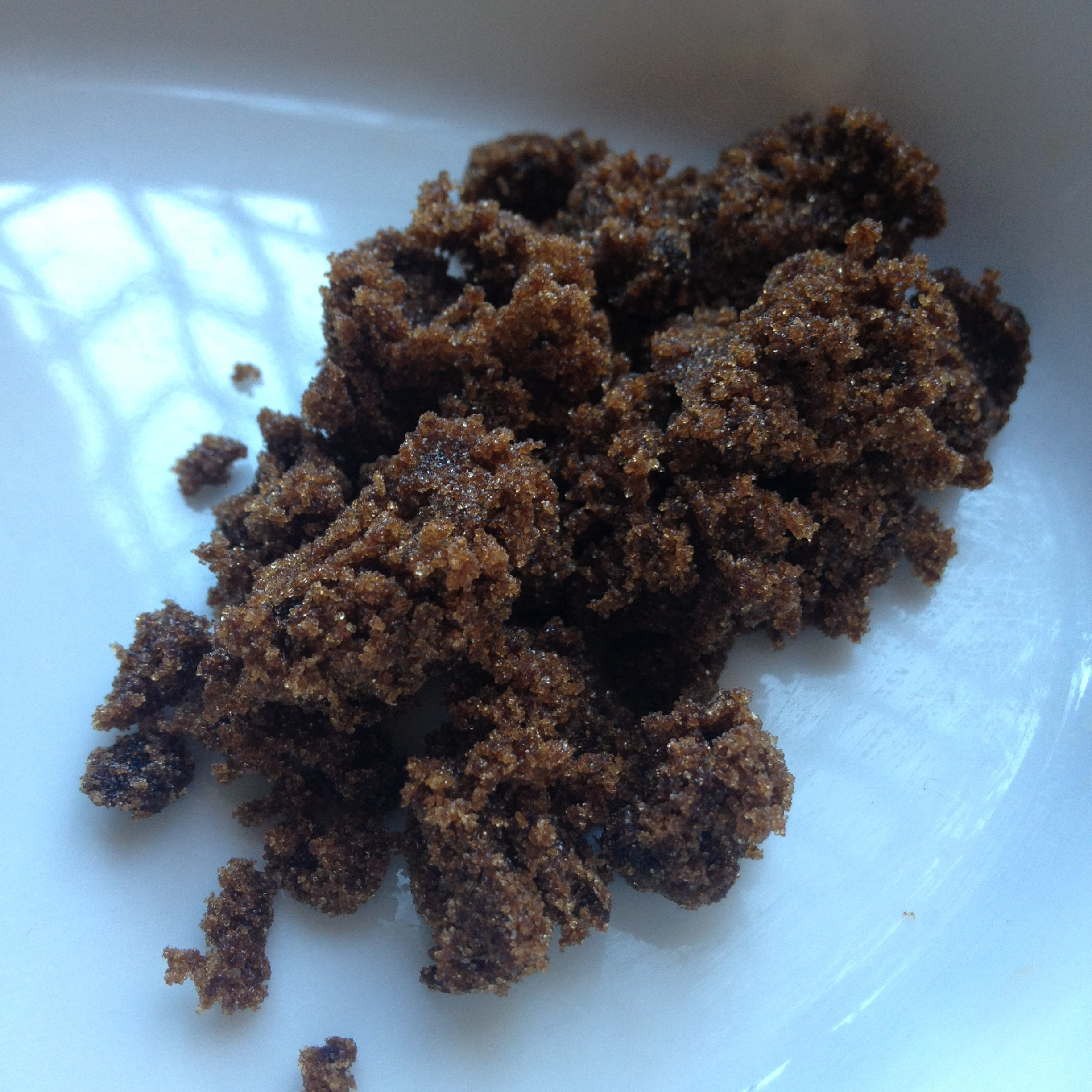
Sucre melassa

El sucre melassa és un sucre no refinat que prové de la cristal·lització de les melasses, compost per cristalls de sacarosa coberts per un alt contingut en melassa, la qual aporta una gran viscositat, espessor i humitat. Té un sabor intens a mel i regalèssia.
S'utilitza en la fabricació del rom i també per a augmentar el valor nutritiu dels aliments per a bestiar.

## Característiques

### Organolèptiques
Dins de les característiques organolèptiques hi ha diversos factors a considerar com;
- Textura: Està en estat sòlid, granulat i és enganxós a causa de l'alt contingut en melassa.
- Color: Marró fosc intens.
- Olor: Té compostos volàtils de torrat i regalèssia.
- Gust: Al començament presenta un gust de mel, mentre que després passa a ser un sabor més intens a regalèssia. A diferència del 'Sucre_masacavat', un sucre aparentment igual, es pot dir que el sucre melassa és més intens.

### Químiques
A l'hora de concretar les característiques químiques s'ha fet un experiment en el laboratori per tal d'arribar a uns resultats que ens indiquin les seves propietats com; la humitat, la densitat, la viscositat i la concentració de sacarosa. Per calcular tots aquests paràmetres, s'han fet servir diversos utensilis com; l'higròmetre (per saber la humitat), el picnòmetre (per saber la densitat), el viscosímetre (per la viscositat) i el refractòmetre (per calcular el contingut en sacarosa).
| Sucres        | Humitat (%) | Densitat (g/mL) | Viscositat (kg·m−1·s−1) | Concentració en sacarosa (graus Brix) |
| ------------- | ----------- | --------------- | ----------------------- | ------------------------------------- |
| Sucre melassa | 85          | 1,18            | 3,15                    | 28,3                                  |

Amb aquesta taula es confirma que el sucre melassa és un sucre amb un alt contingut d'humitat, dens i viscós.